# Arthur Buysse

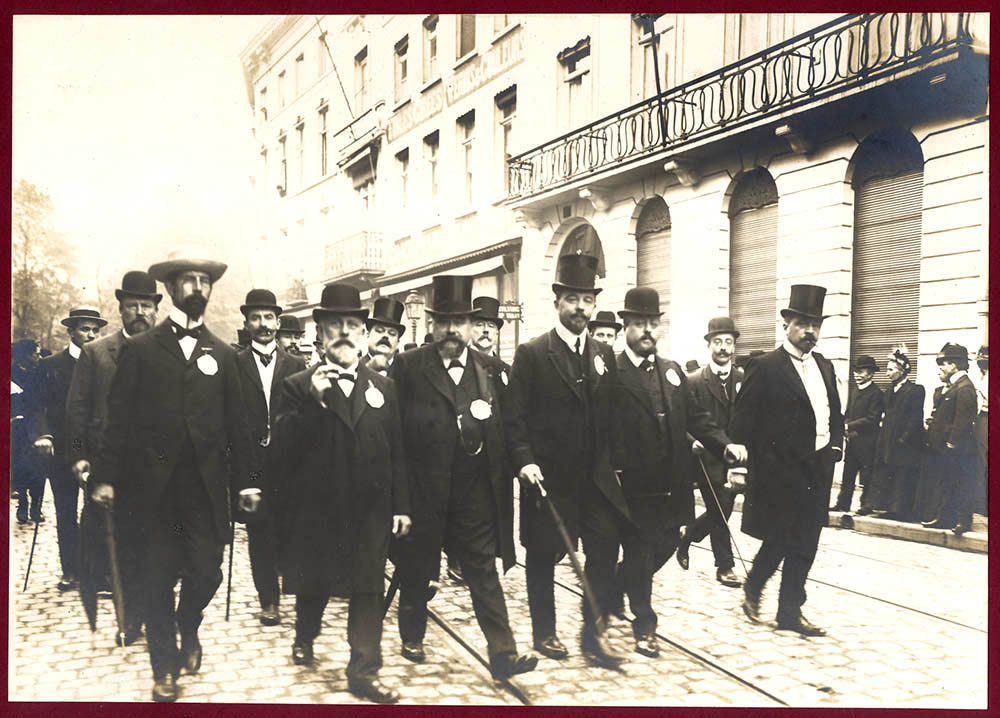
Arthur Buysse op 26 september 1909 (voorste rij, tweede van links)

Arthur Honoré Buysse (Nevele, 14 april 1864 - Gent, 28 september 1926) was een Belgisch advocaat en volksvertegenwoordiger.

## Levensloop
Buysse, lid van de familie Buysse en broer van de romancier Cyriel Buysse, promoveerde tot doctor in de rechten aan de Rijksuniversiteit Gent en werd advocaat aan de Balie van Gent.
In 1909 volgde hij Julius De Vigne op als liberaal lid van de Kamer van volksvertegenwoordigers. voor het arrondissement Gent en bleef dit tot in 1921. Hij zetelde opnieuw van 1924 tot aan zijn dood. Op de liberale Gentse lijst vertegenwoordigde hij de Liberale Volksbond. In 1913 was hij medestichter van het Liberaal Vlaams Verbond. Hij zette zich in voor de vernederlandsing van de Gentse universiteit en voor de erkenning van het Nederlands in het leger.
Tijdens de Eerste Wereldoorlog verbleef hij in Nederland. Hij werkte er mee aan het blad De Vlaamsche Stem, tot het de activistische richting uitging en vervolgens aan Vrij België, het blad van Frans Van Cauwelaert en Julius Hoste.
Hij evolueerde echter stilaan weg van de Vlaamse Beweging en nam na de oorlog uiterst gematigde tot zelfs tegenstrijdige standpunten in tegenover hetgeen hij voor de oorlog had voorgestaan. Zo bleef hij een principieel voorstander van een Vlaamse universiteit, maar vond hij dat die zich elders moest vestigen dan in Gent.